# Kenosha
Pour les émeutes qui touchent la ville et d'autres depuis l'arrestation violente de Jacob Blake, voir Émeutes de Kenosha.
 (août 2020).
Si vous disposez d'ouvrages ou d'articles de référence ou si vous connaissez des sites web de qualité traitant du thème abordé ici, merci de compléter l'article en donnant les références utiles à sa vérifiabilité et en les liant à la section « Notes et références ».
La ville de Kenosha (prononcé /kɛˈnoʊˌʃə/) est le siège du comté de Kenosha, dans l'extrême sud-est de l'État du Wisconsin, aux États-Unis. D'après le bureau du recensement des États-Unis, la ville de Kenosha comptait 99 986 habitants en 2020. Située au sud-ouest du lac Michigan, Kenosha est la quatrième ville de l'État par sa taille après Milwaukee, Madison et Green Bay.
Kenosha se trouve à environ 79 km au nord de Chicago (96 km de Downtown Chicago) et fait partie de l'aire métropolitaine de Chicago (Chicago metropolitan area) dont elle est considérée comme la banlieue la plus au nord.

## Histoire

### Préhistoire
La zone entourant Kenosha a un haut intérêt archéologique depuis la découverte, à la fin du XXe siècle, d'habitations préhistoriques, signe qu'une culture y était installée. Ces habitations datent de la dernière ère glaciaire du Wisconsin. Les Paléo-Indiens, d'après le nom qui leur a été donné par les archéologues, étaient les premiers habitants de ce territoire, il y a 13 500 ans.

### Peuplement
Les premiers habitants occidentaux sont arrivés au début des années 1830 de Hannibal et Troy, dans l’État de New York. Avec l'arrivée de nombreux pionniers, la ville construisit sa première poste, la communauté était connue à cette époque sous le nom de Pike. Les années suivantes, la zone devint l'un des ports les plus importants des Grands Lacs. Le village fut renommé une seconde fois en Southport (ce nom est encore donné aux quartiers du sud-est, aux parcs, à l'école primaire, tout comme à certaines entreprises). 
Les Kenoshiens appellent souvent leur ville par des noms tels que « K-Town » ou « Keno » (ce dernier étant plus courant cette dernière décennie et donné à certaines entreprises telles que le Keno Family Outdoor Theatre, le plus vieux cinéma à l'air libre du Wisconsin).

### Émeutes de 2020
Fin août 2020, la ville connaît d'importantes émeutes, menant à de nombreux incidents, pillages et incendies ainsi qu'à deux morts dans une fusillade entre un membre d'une milice d'auto-défense et des manifestants, dans les heures et les jours qui suivent une tentative d'interpellation d'un Afro-américain, Jacob Blake, dans un quartier de la ville. Appelés à la suite de ce qui semble avoir été au départ un problème domestique, les policiers tentent d'interpeller Blake et l'un d'eux lui tire alors sept balles dans le dos, le blessant grièvement,. Cet incident et les manifestations qui en découlent connaissent un large écho national et international, relançant, en pleine campagne présidentielle, l'important mouvement de protestations à travers les États-Unis qui avait suivi la mort de George Floyd à la suite de son arrestation à Minneapolis trois mois plus tôt.

## Géographie
D'après le Bureau du recensement des États-Unis, la ville a une surface de 62,1 km2, dont 61,7 km2 sont des terres et 0,4 km2, soit 0,63 %, de l'eau.
Kenosha est bordée à l'est par le lac Michigan, par les villes de Somers et Bristol respectivement au nord et à l'ouest et le village de Pleasant Prairie au sud.
Kenosha est située à environ 79 km au nord de Chicago (96 km de Downtown Chicago) et fait partie de son aire métropolitaine (Chicago metropolitan area) dont elle est considérée comme la banlieue la plus au nord. Kenosha se trouve également à 56,14 km au sud de Milwaukee.

## Économie
Le revenu moyen d'un habitant de Kenosha est de 40 789,75 € (53 035 $), supérieur au revenu moyen américain, d'après le recensement réalisé en 2006. De la même façon, le pourcentage de personnes ayant un faible revenu (8,7 %) est inférieur au pourcentage national (12,6 %) et de l'État (10,2 %).
Kenosha est aujourd'hui une ville-dortoir de la mégalopole Chicago-Milwaukee, et attire des résidents provenant de l'Illinois.
De 1902 à 1988, Kenosha a produit des millions d'automobiles et de camions de marques telles que Jeffery, Rambler, Nash, Hudson, LaFayette, et American Motors Corporation (AMC).
Le tourisme a un rôle majeur dans la croissance économique de la ville qui a vu en 2005 une somme de 211,4 millions de dollars provenir de ce secteur en 2005, une augmentation de 3 % par rapport à 2004.
Le plus gros employeur de la ville est son système éducatif.
Le plus gros employeur privé de Kenosha est Abbott.
Compagnies locales :
- Daimler
- G. LeBlanc Corporation
- Jelly Belly
- Jockey International, Inc.
- Ocean Spray
- Snap-on

## Administration
Kenosha a un maire, considéré comme le chef de l'exécutif, et un administrateur de la ville, considéré comme le chef des forces d'intervention. La maire est élu tous les 4 ans. Le conseil de la ville est constitué de 17 conseillers-municipaux venant de chacun des 17 districts, élue pour un mandat de 2 ans (les années paires).
Réélu 4 fois depuis avril 1992, John M. Antaramian est le maire ayant accumulé le plus de mandats dans l'histoire de cette ville. Fin 2006, Antaramian a été récompensé par Robert B. Bell, Sr. Best Public Partner Award pour son implication dans le développement de lotissements de qualités.
Il fut remplacé par Keith G. Bosman.

## Transports
Kenosha a été desservie par des liaisons régulières venant de Chicago et se dirigeant vers cette même ville depuis 10 h 30 du matin, le samedi 19 mai 1855, quand les prédécesseurs de la Chicago and North Western Railway, la Milwaukee and Chicago Railway Company (appelée originellement Illinois Parallel Railroad) et la Lake Shore Railroad (plus tard la Green Bay, Milwaukee and Chicago Railway) ont officiellement fusionnés. Le service passager a commencé le 28 mai 1866 et demeure en activité.
Kenosha a la seule station de Metra dans le Wisconsin, avec neuf trains d'arrivée et neuf en partance chaque jour de la semaine, tous les trains de la Metra Union Pacific North Line ne viennent pas et ne partent pas tous de Kenosha : la plupart s'arrêtent à la ville de Waukegan dans l'Illinois au Sud.
Kenosha a été la première ville à utiliser un code de couleur pour le trafic routier (avec les lignes bleue, verte, rouge et orange) qui a été mis en route le 14 février 1932.
Kenosha est desservie par l'Interstate 94 entre Chicago et Milwaukee, et aussi par l'Hiawatha Line de Amtrak (via la station de Sturtevant dans le comté de Racine).
La ville possède également un réseau de tramways, qui comporte une ligne.

## Culture

### Musées
Le Kenosha Public Museum est situé sur le bord du lac Michigan. Il y a à l'intérieur de celui-ci des expositions sur des thèmes préhistoriques tels que des squelettes de mammouths découverts dans l'ouest de Kenosha en 1992. La datation par le carbone 14 révèle que leur âge est de 12 500 ans.
Le Civil War Museum de Kenosha montre de façon interactive le rôle de six États du Midwest avant, durant et après la guerre de Sécession.

## Éducation
À Kenosha se trouve le Carthage College avec près de 2 000 étudiants à temps plein, l'université du Wisconsin à Parkside avec 5 000 étudiants, et le Gateway Technical College. (Les trois universités ont leurs propres stations de radio.)
Le district a 26 écoles publiques primaires, 6 collèges et 5 lycées : Mary D. Bradford High School, George Nelson Tremper High School, Indian Trail Academy, Lakeview Tech Academy et Reuther Central High School.

## Médias
La majorité des stations AM, FM et TV de Milwaukee et de Chicago peuvent être captée à Kenosha. 5 stations de radio émettent de Kenosha: WLIP (1050 AM), WGTD (91.1 FM), WIIL (95.1 FM), WIPZ (88.5 FM) et WWDV (96.9 FM).
Les journaux régionaux sont : le Milwaukee Journal Sentinel, le Chicago Tribune, le Chicago Sun-Times, le Racine's Journal Times, le Westosha Report, le Kenosha News, le Happenings Magazine, le Pleasant Prairie Sun, et le News Sun.

## Sports et loisirs
Kenosha dispose de 2 piscines municipales et d'un vélodrome.

### Parcs
Kenosha est entourée d'un « collier vert » de campagne et dispose de 28,9 km de plages bordant le lac Michigan, presque toutes publiques. La ville a 74 parcs municipaux.

## Jumelages
- Cosenza (Italie) depuis 1979
- Douai (France) depuis 1981
- Quezon City (Philippines) depuis 1986
- Wolfenbüttel (Allemagne) depuis 1970